# Praia da Marinha
A Praia da Marinha é uma das mais bonitas e emblemáticas praias de Portugal, considerada, ainda, como uma das 10 mais belas praias da Europa e uma das 100 mais belas praias do Mundo pelo Guia Michelin, tendo chegado inclusivamente a ser distinguida com o galardão "Praia Dourada" pelo Ministério do Ambiente, em 1998, devido aos seus valores naturais singulares. Além dessa honrosa distinção, passou ainda a ser a imagem de capa promocional do 'Guia de Portugal' distribuído por todo o mundo.
Esta praia situada no sítio da Caramujeira, em plena zona costeira de Lagoa e Carvoeiro, no Algarve, tornou-se bastante conhecida não só pelas suas belas falésias, como ainda pela alta qualidade da água que permite vislumbrar o fundo marinho com uma visibilidade única. A Praia da Marinha tem sido muito utilizada pelas agências de publicidade internacionais e pelas estações de televisão para a gravação de anúncios.

## Reconhecimento
Em 2015, a Praia da Marinha foi oficialmente classificada como um os melhores destinos da Europa pela European Best Destinations / EDEN European Destinations of Excellence.
Em 2018, a cadeia de televisão norte-americana CNN elegeu a Praia da Marinha como uma das 52 melhores praias do mundo, uma para cada semana de 2018.
Em 2019, a CNN tornou a eleger a Praia da Marinha como a praia portuguesa com o prémio do melhor spot para visitar em setembro e também como um dos melhores destinos do mundo.

## Galeria

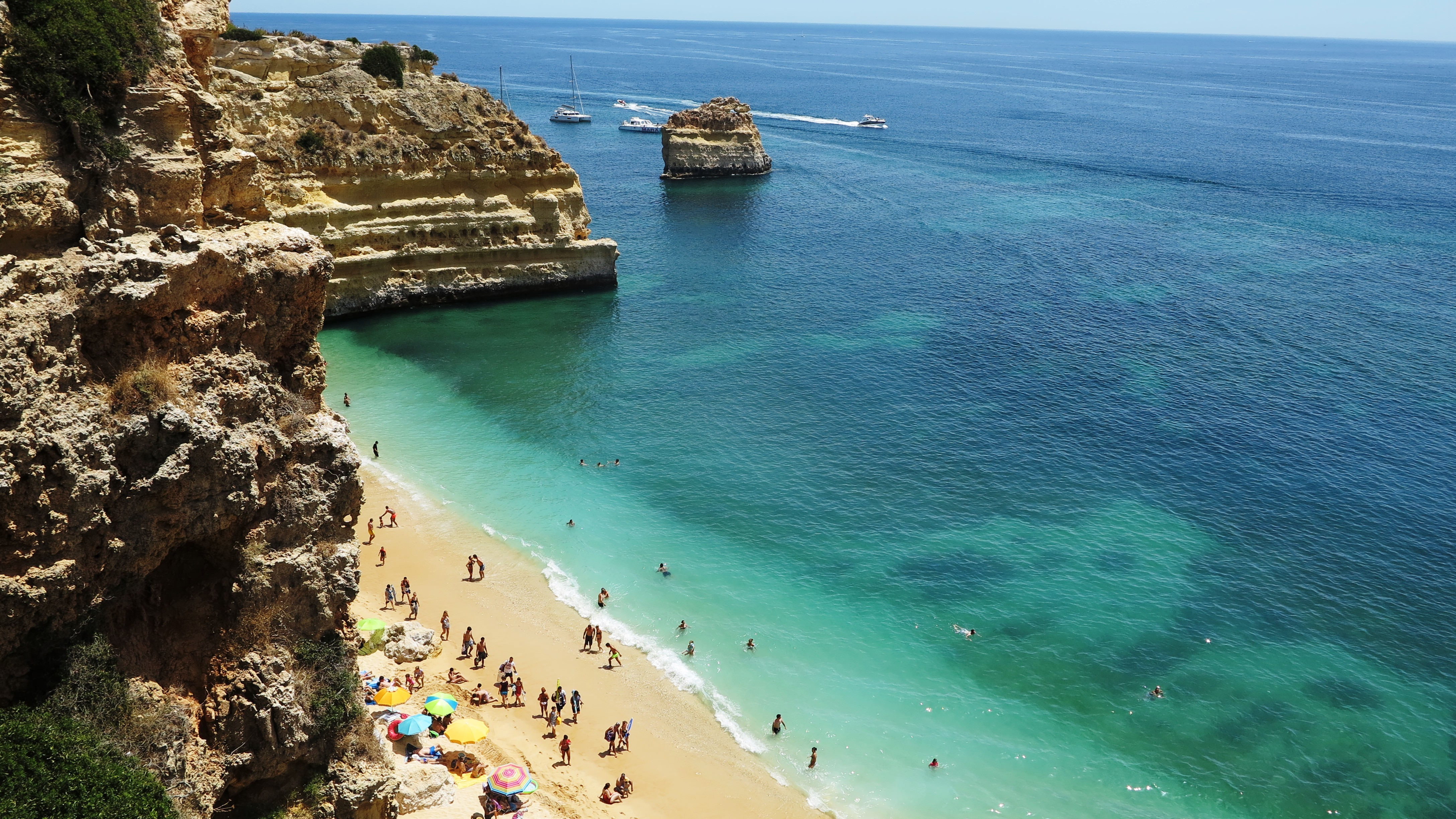
Vista da Praia da Marinha, lado este
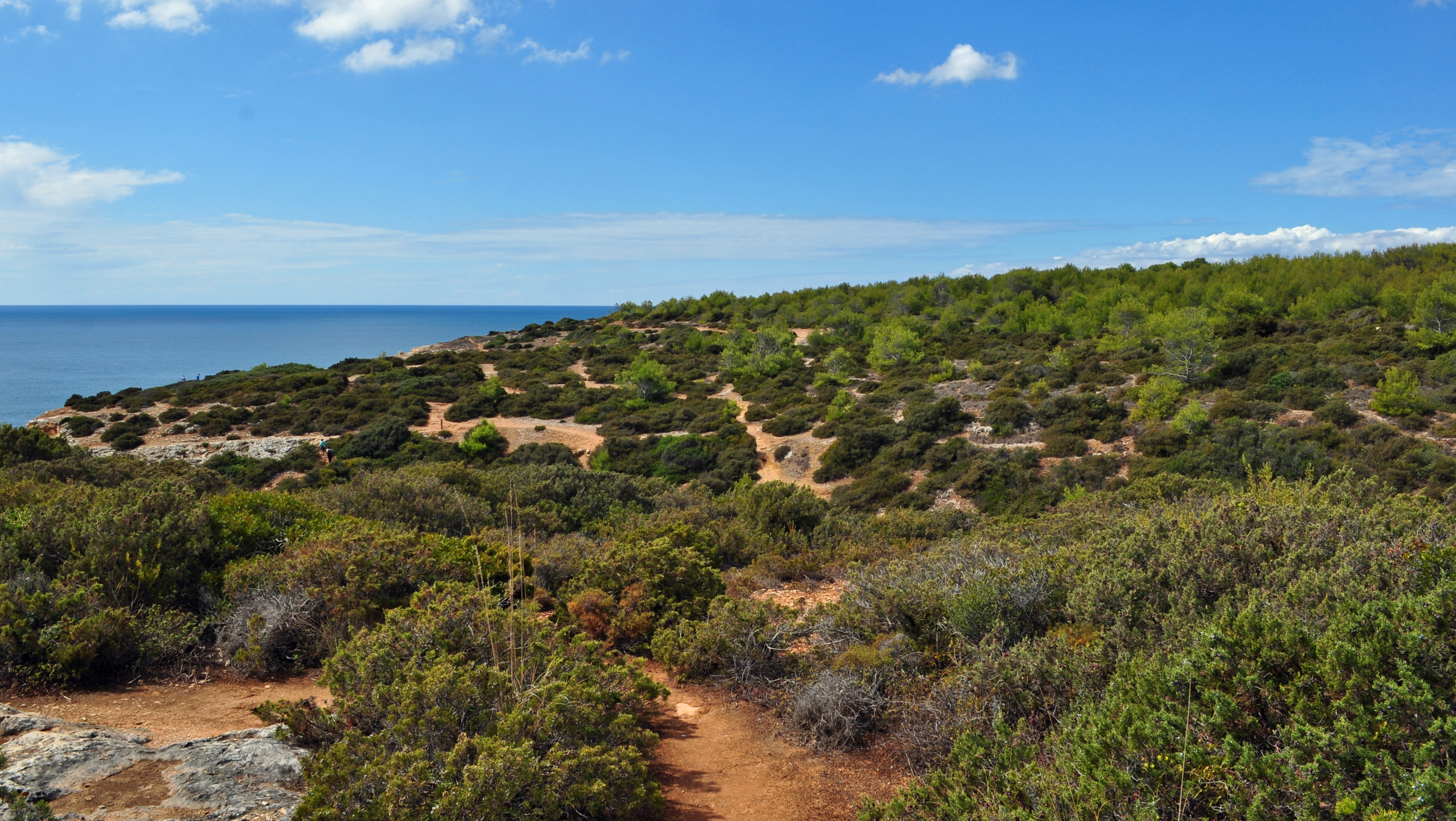
Caminhos pedestres em redor da Praia da Marinha / Sete Vales Suspensos
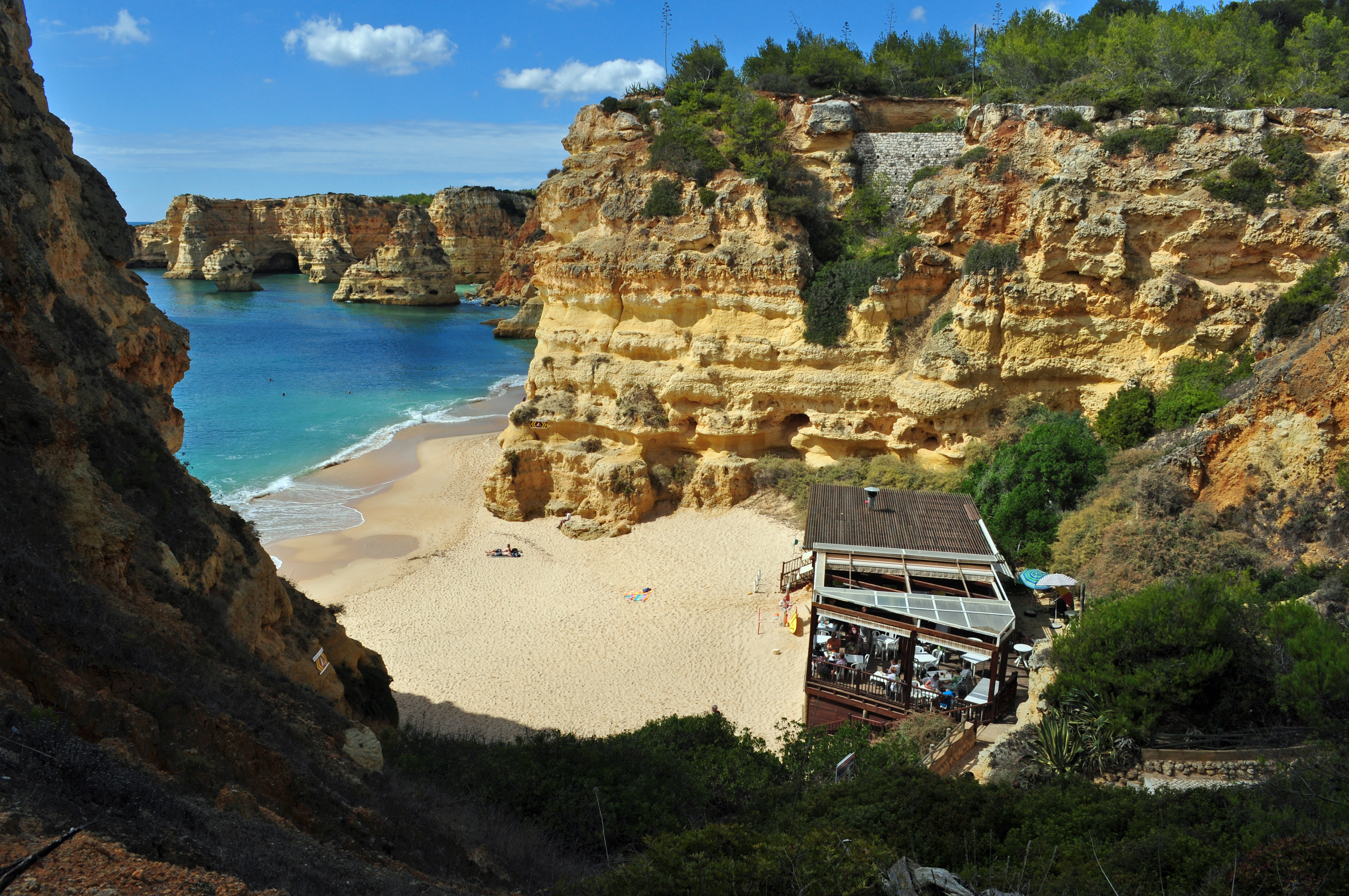
Entrada da Praia da Marinha com bar e esplanada
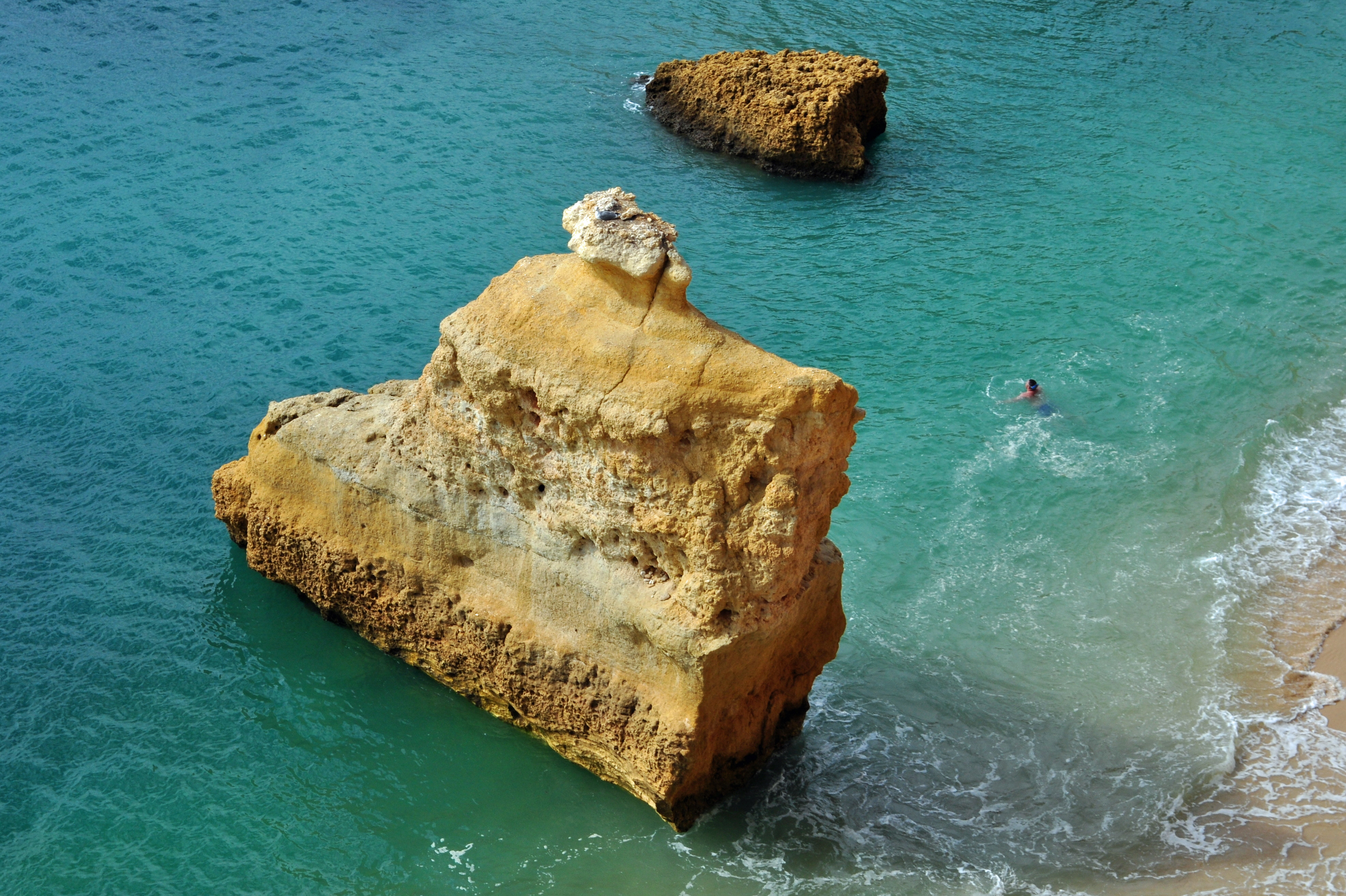
Leixão em forma de barco na Praia da Marinha
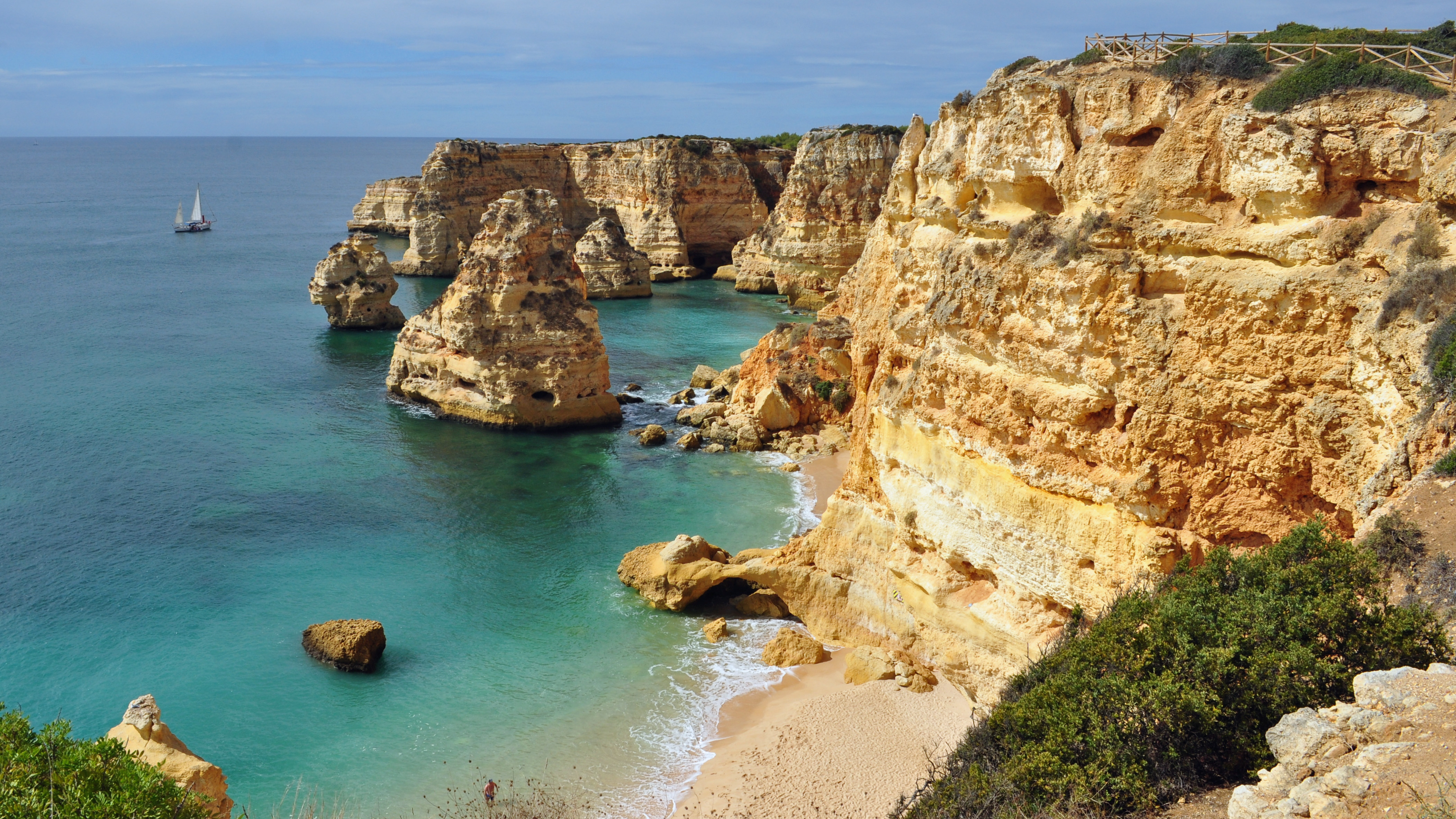
Encosta de falésias e leixões da Praia da Marinha
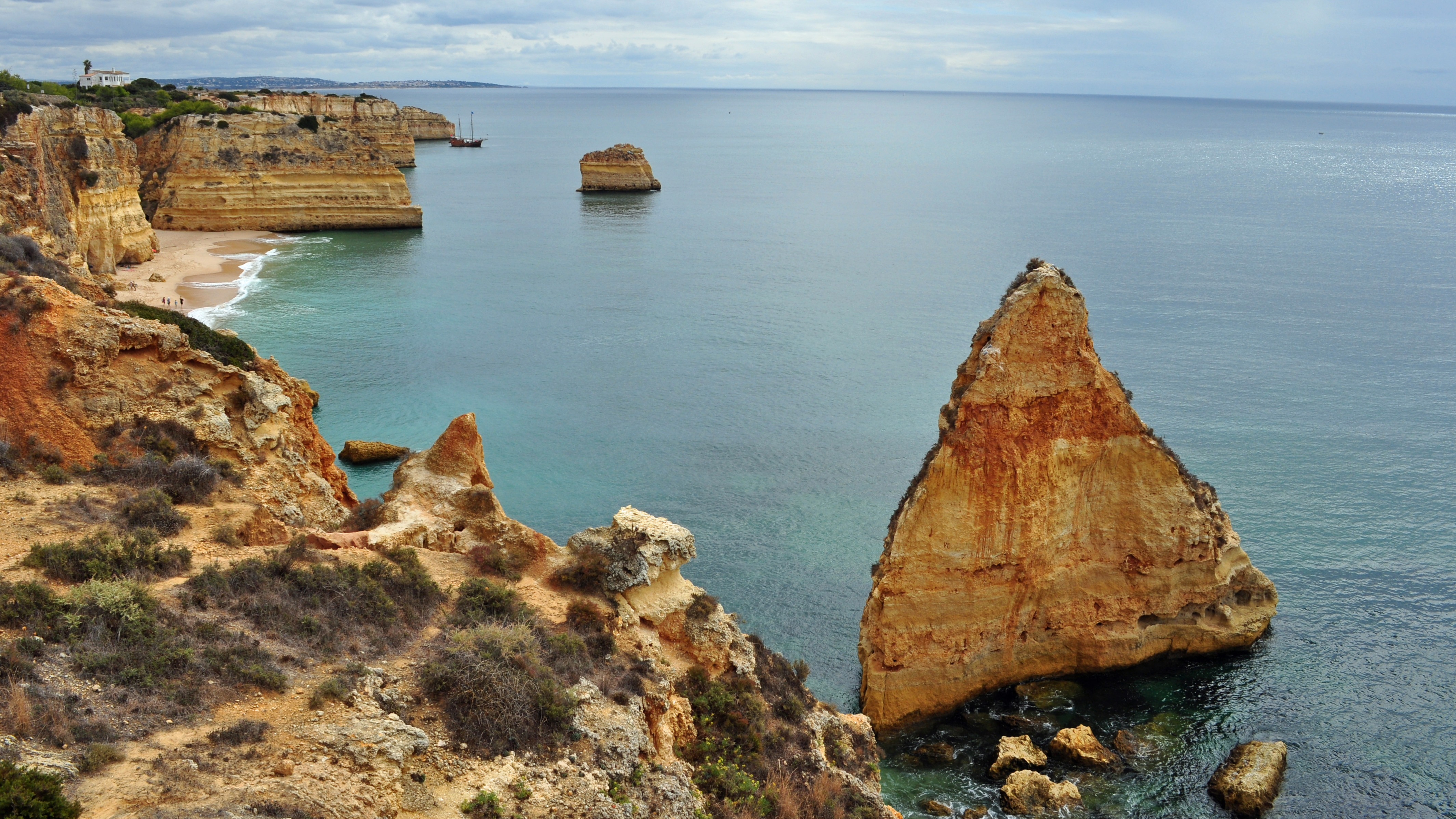
Vista geral da Praia da Marinha
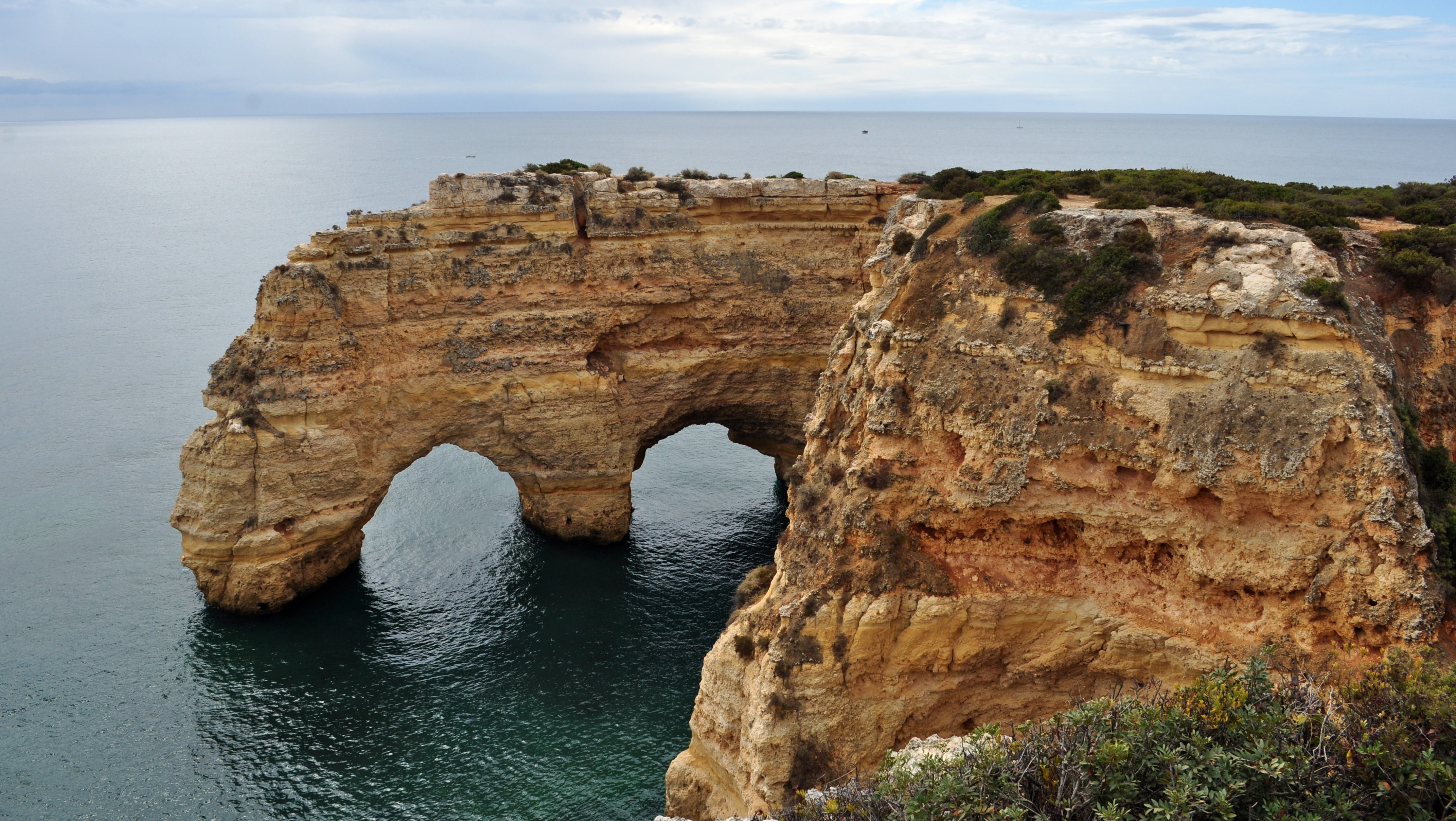
Famosos arcos na falésia
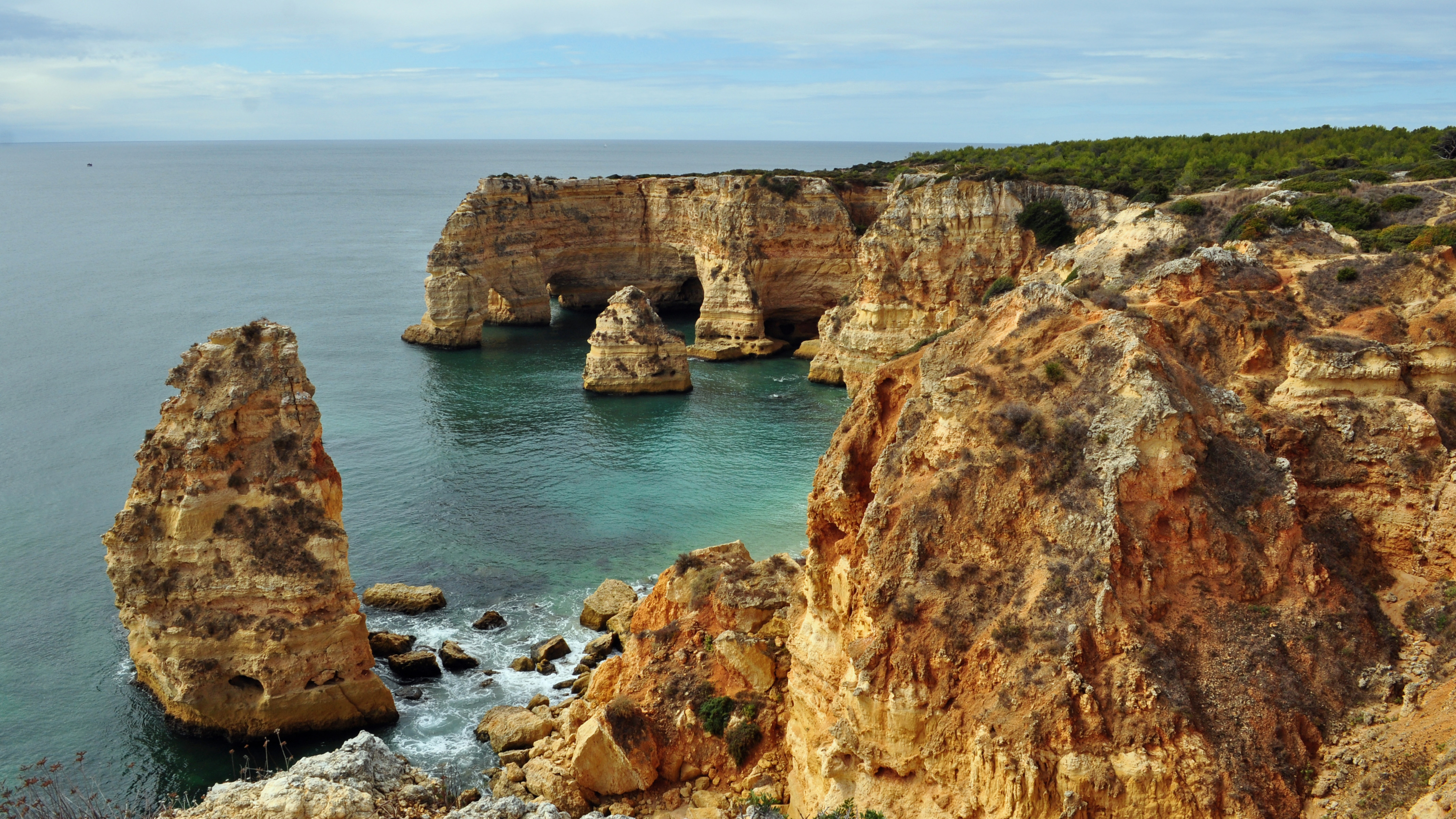
Vista geral das falésias
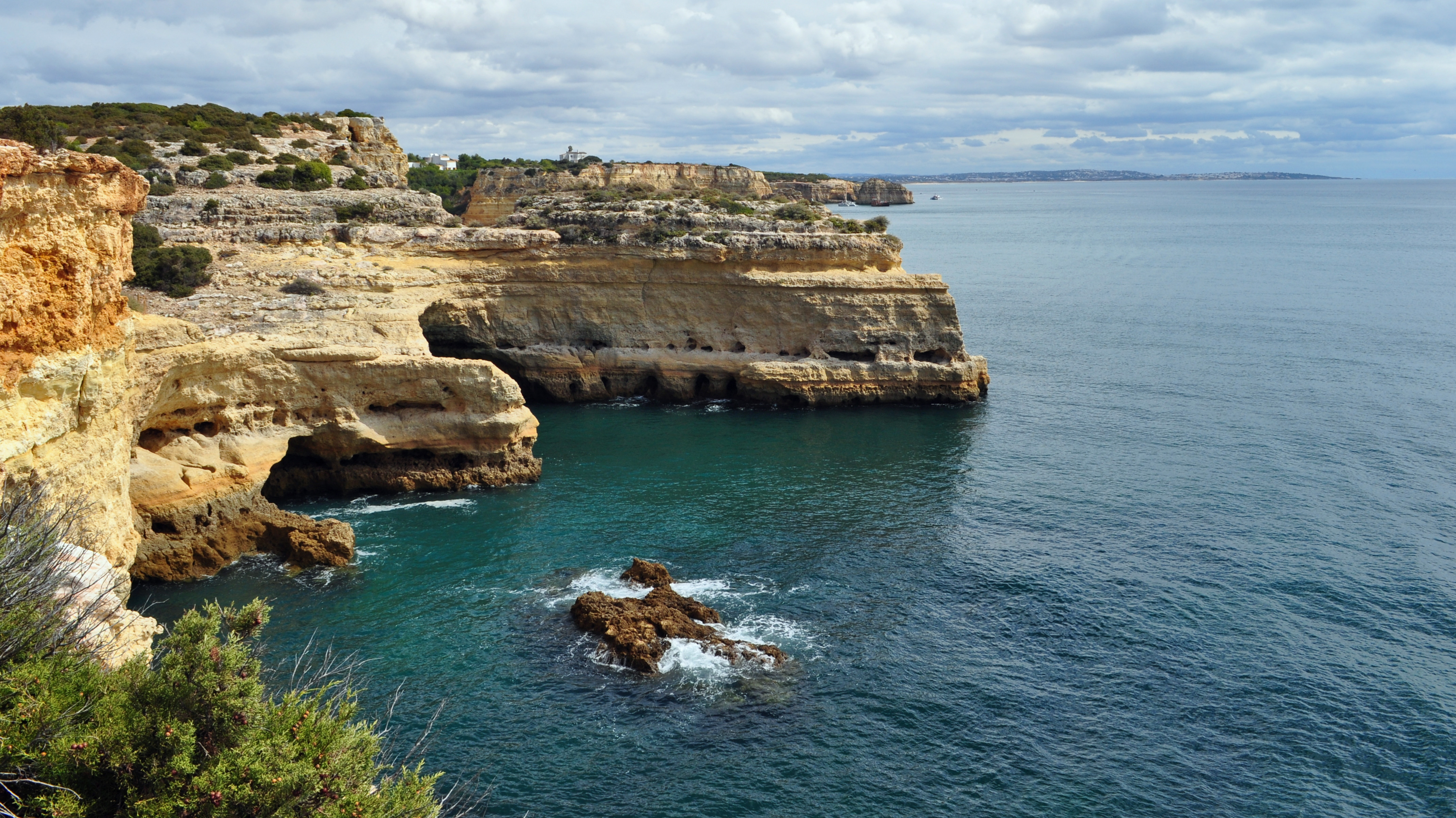
Zona costeira envolvente à Praia da Marinha ao início da tarde
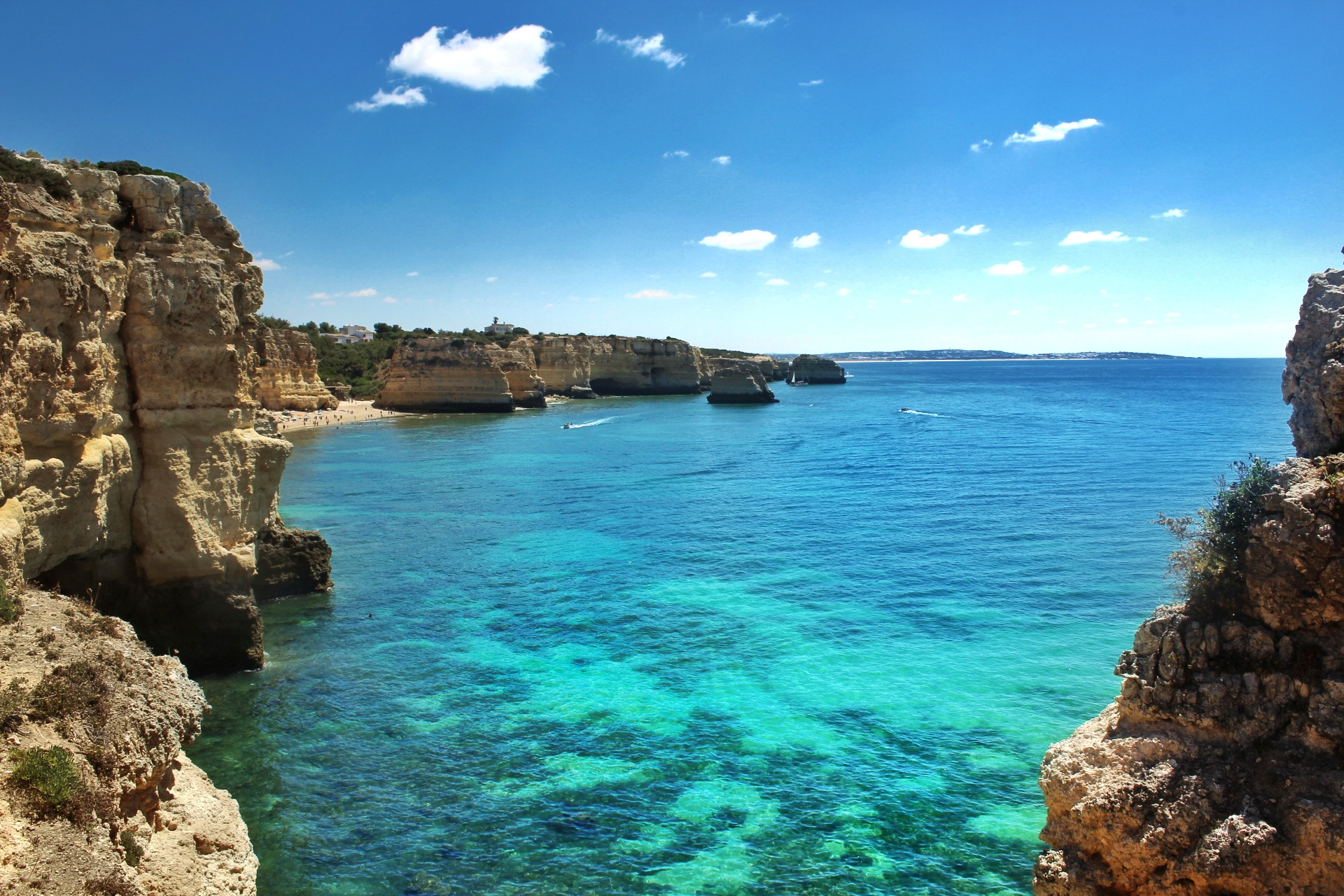
Vista panorâmica do azul do mar na Praia da Marinha, situada na Caramujeira, no Algarve